# Génesis (Star Trek: La nueva generación)
"Génesis" es el episodio 19 de la séptima temporada de Star Trek: La nueva generación que fue transmitido por primera vez el 19 de marzo de 1994. El capitán Jean-Luc Picard y Data regresan a la USS Enterprise para descubrir que el resto de la tripulación ha involucionado en formas de vida más primitivas, incluyendo arañas, anfibios y cavernícolas. Este episodio es el único dirigido por Gates McFadden, quien personifica a la Dra. Beverly Crusher, y fue escrito por Brannon Braga.

## Reparto
Reparto regular:

- Patrick Stewart – Capitán Jean-Luc Picard
- Jonathan Frakes – Comandante William T. Riker
- LeVar Burton – Teniente Comandante Geordi La Forge
- Michael Dorn – Teniente Worf
- Gates McFadden – Doctora Beverly Crusher
- Marina Sirtis – Consejera Deanna Troi
- Brent Spiner – Teniente Comandante Data

Estrellas invitadas:

- Patti Yasutake – Enfermera Alyssa Ogawa
- Dwight Schultz – Teniente Reginald Barclay
- Carlos Ferro – Insignia Dern
- Majel Barrett – Voz de la computadora de la Enterprise

## Sinopsis
En la fecha estelar 47653.2 (año 2370), Worf dispara un torpedo durante unos ejercicios pero este se desvía, entonces Picard y Data cogen un transbordador para ir a recuperarlo. Data deja su gata preñada, Spot, con Reginald Barclay. Barclay, un hipocondriaco, va a ver a la dra. Crusher, quien le administra células T sintéticas para activar uno de sus genes dormidos. Sin embargo esto tiene el efecto de activar todos sus intrones durmientes. La tripulación comienza a experimentar extraños síntomas. Worf se vuelve agresivo y se siente caliente, mientras que Deanna Troi se vuelve fría. Crusher examina a Worf en la enfermería y nota un saco de veneno en su nuca, repentinamente Worf expulsa el veneno que la mancha en la cara (no quedando claro si fue accidental o deliberado), hiriéndola gravemente. Como resultado de sus heridas Crusher es colocada en estasis.
Varios días más tarde, cuando ellos ya han recobrado el torpedo, Picard y Data regresan a la nave para encontrarla a la deriva con los motores fuera de línea. Encontrando a uno de los oficiales del puente muerto, destrozado en su asiento, y la mayor parte de la tripulación están en plena involución. Worf se ha convertido en un agresivo depredador que intenta aparearse con Troi, Riker en un cavernícola (hombre de las cavernas), Troi en un anfibio y Barclay en una araña. Picard es abrumado por irracionales arranques emocionales de temor y ansiedad, indicando que también él ha sido infectado, Data sugiere que él pronto podría involucionar en un primate similar a un lémur o tití. Picard y Data regresan al camarote de Data y encuentran a Spot y sus cachorritos. Spot ha cambiado en una iguana, sin embargo los cachorritos son normales. Data recomienda localizar a la enfermera Alyssa Ogawa quien recientemente ha quedado embarazada. Mientras tanto, en la enfermería, Worf intenta romper las puertas de la habitación de Troi para poder ir detrás de ella. Data inventa un spray de feromonas de una de las glándulas sebáceas de Troi y Picard lo usa para distraer a Worf y sacarlo de la enfermería para que Data pueda trabajar en una cura. Finalmente Worf encierra a Picard en un estrecho pasaje de mantención obligando al capitán a usar un cable de energía para incapacitarlo. Al mismo tiempo Data finaliza la construcción del retrovirus modificado y lo libera, haciendo que todos retornen a su estado original. El episodio concluye con una escena donde Crusher bautiza la enfermedad como el 'Síndrome de Protomorfosis de Barclay', habiendo sido este el primero en sufrirla.

## Recepción

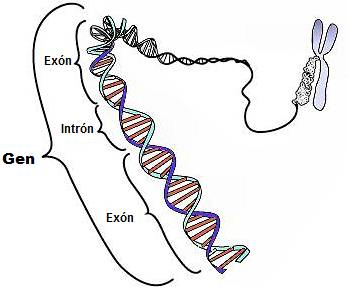
Gen humano, incluyendo el intrón, elemento alrededor del cual gira toda la trama científica de este episodio.

Génesis hizo uso en forma extensiva de maquillaje, y en 1994 recibió 10 nominaciones al  Emmy por Mejor Logro Individual en Maquillaje para una Serie. Estas incluyeron una para Michael Westmore, quien fue el supervisor de maquillaje para el episodio Génesis.